# Mount Zeigler
Mount Zeigler är ett berg i Antarktis. Det ligger i Västantarktis. Inget land gör anspråk på området. Toppen på Mount Zeigler är 1 120 meter över havet.
Terrängen runt Mount Zeigler är platt åt nordost, men åt sydväst är den kuperad. Trakten är obefolkad. Det finns inga samhällen i närheten. 